# Bolero/Bolero (Strumentale)
Bolero/Bolero (Versione strumentale) è un 45 giri della cantante pop italiana Nada, pubblicato nel 1987 dall'etichetta discografica Fonit Cetra.
Dopo un lungo periodo di assenza dalla kermesse, Nada torna al Festival di Sanremo con il brano Bolero, scritto da Gerry Manzoli, a quindici anni di distanza dall'ultima partecipazione nel 1972 con il brano Il re di denari, con cui si classificò al terzo posto.
La cantante dopo il periodo di grande successo iniziale con la RCA dal 1969 al 1977 ed un periodo di offuscamento, era ritornata al grande successo commerciale negli anni ottanta, prima nel periodo Polydor ed in seguito con la EMI, con cui aveva pubblicato uno dei suoi massimi successi Amore disperato, e con cui aveva pubblicato tre album. Gli ultimi due però, Noi non cresceremo mai e Baci rossi, non avevano replicato il successo di Smalto, che conteneva la hit del 1983, ed il contratto con l'etichetta non venne rinnovato.
Il singolo sanremese segna l'unica collaborazione della cantante con la casa discografica Fonit Cetra, rivelandosi un insuccesso. Il brano si classificò all'ultimo posto della graduatoria di gara e generò un lungo allontanamento della cantante dal mondo della musica durato fino al 1992, anno in cui la cantautrice pubblicò l'album L'anime nere.
Sul lato b è incisa la versione strumentale. Il disco non è stato inserito in nessun album e non era mai apparso in nessuna raccolta fino alla pubblicazione di Estate Autunno Inverno Primavera, uscita nel marzo del 2021.

## Tracce
Lato A
1. Bolero – 3:35 (Gerry Manzoli)

Durata totale: 3:35
Lato B
1. Bolero (Versione strumentale) – 3:39 (Gerry Manzoli)

Durata totale: 3:39